# Ghiacciaio Strauss
Il ghiacciaio Strauss (in inglese Strauss Glacier) è un ghiacciaio lungo circa 70 km situato sulla costa di Ruppert, nella parte occidentale della Terra di Marie Byrd, in Antartide. Il ghiacciaio, il cui punto più alto si trova ad oltre 1.500 m s.l.m., fluisce in direzione nord scorrendo tra le montagne di Ickes e le cime Coulter, fino ad entrare nella parte orientale della baia di Land.

## Storia
Il ghiacciaio Strauss è stato mappato dallo United States Geological Survey grazie a ricognizioni terrestri dello stesso USGS e a fotografie aeree scattate dalla marina militare statunitense nel periodo 1959-1965; esso è stato poi così battezzato dal Comitato consultivo dei nomi antartici in onore di Lewis Strauss su proposta dell'ammiraglio Richard Evelyn Byrd. Strauss, amico e consigliere di Byrd, fu direttore della Commissione per l'energia atomica degli Stati Uniti d'America dal 1953 al 1958, e raccomandò sempre all'amico ammiraglio di dimostrare come l'esplorazione l'Antartide potesse essere utilizzata come dimostrazione dell'utilizzo pacifico dell'energia atomica.